# Eunuchoidyzm
Eunuchoidyzm – zaburzenie hormonalne występujące u osobników męskich, rozwijające się wskutek trwającej dłuższy czas niedoczynności hormonalnej jąder. Może być wrodzone (na przykład wskutek wrodzonego braku jąder – anorchii), bądź nabyte – wskutek kastracji, przebytego zapalenia jąder (na przykład z powodu świnki) lub skrętu jądra.
Pacjenci charakteryzują się m.in. długimi kończynami (wskutek spowolnionego zarastania nasad kości długich), wysokim tembrem głosu (wskutek braku mutacji głosu), niepłodnością oraz brakiem owłosienia twarzy i ciała.
Leczenie polega na dożywotnim stosowaniu preparatów testosteronu w celu przywrócenia bądź też wykształcenia męskich cech płciowych.

Przeczytaj ostrzeżenie dotyczące informacji medycznych i pokrewnych zamieszczonych w Wikipedii.